# St. Stephan (Unterbuch)

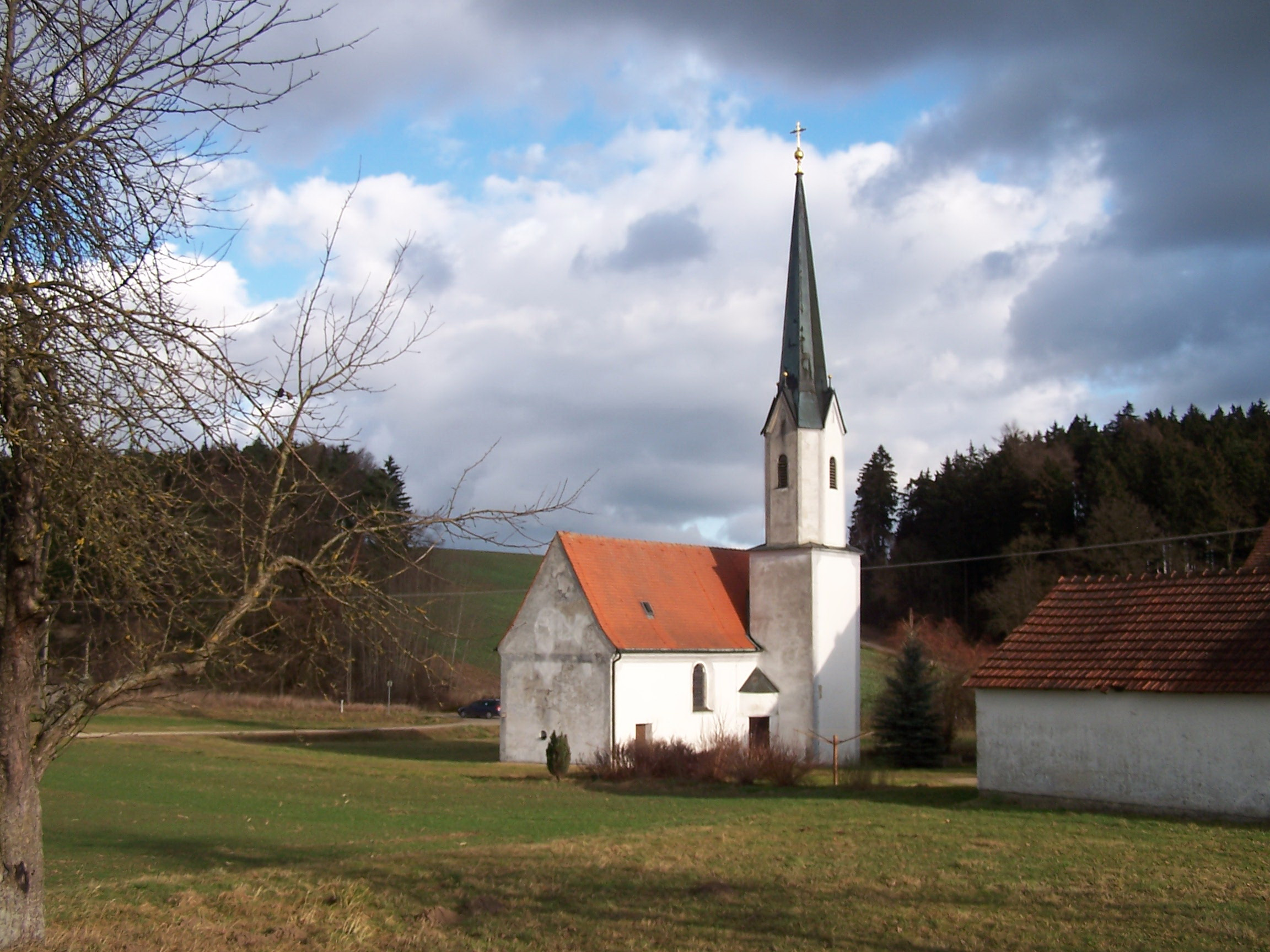
Außenansicht der Nebenkirche St. Stephan von Südwesten

Die römisch-katholische Nebenkirche St. Stephan in Unterbuch, einem Gemeindeteil der Stadt Rottenburg an der Laaber im niederbayerischen Landkreis Landshut, ist eine kleine, spätgotische Saalkirche mit Chorflankenturm, die im 15. Jahrhundert erbaut und im Zuge einer Barockisierung im 18. Jahrhundert stark verändert wurde. Sie wurde unter anderem 1906 renoviert.
Das Gotteshaus mit dem Patrozinium des heiligen Stephanus (Gedenktag: 26. Dezember) ist als Baudenkmal mit der Nummer D-2-74-176-61 beim Bayerischen Landesamt für Denkmalpflege eingetragen. Kirchlich gesehen ist Unterbuch Teil der Pfarrei Mariä Himmelfahrt in Oberhatzkofen, die wiederum von der Pfarreiengemeinschaft Rottenburg seelsorgerisch betreut wird.

## Architektur

### Außenbau
Der nach Osten ausgerichtete, verputzte Backsteinbau umfasst einen leicht eingezogenen Chor mit einer Fensterachse mit Schluss in drei Achteckseiten sowie ein Langhaus mit ebenfalls nur einer Fensterachse. Beide Baukörper sind unter einem gemeinsamen Satteldach vereinigt. Der Chor wird durch schwache Dreieckstreben gegliedert, während das Langhaus äußerlich ungegliedert ist. An der Südseite befindet sich ein Portal mit geradem Sturz. Die Fensteröffnungen wurden in der Barockzeit rundbogig verändert.
Der südlich am Chor angebaute Turm besitzt einen ungegliederten quadratischen Unterbau, der die Sakristei enthält, einen achtseitigen Oberbau und einen achtseitigen neugotischen Spitzhelm über vier Dreiecksgiebeln. Im Winkel zwischen Langhaus und Turm befindet sich ein kleiner Anbau, der den Kanzelaufgang enthält. Während der Glockenstuhl heute im Turmoberbau, der mit vier rundbogigen Schallöffnungen versehen ist, untergebracht ist, hingen die Glocken früher im Kirchendach und erklangen durch zwei inzwischen verschlossene Schallöffnungen an der Westfassade.

### Innenraum
Der Innenraum wird von einer Flachdecke über einer Hohlkehle überspannt. Der Chor hatte ursprünglich wohl ein spätgotisches Netzrippengewölbe, wie die im Chorschluss erhaltenen, gefasten Wandpfeiler erkennen lassen. Der Chorbogen ist rundbogig verändert, seiner Laibung sind Pilaster mit weit auskragenden Kapitellen vorgelegt.
In der Sakristei ist ein barockes Kreuzgewölbe zu finden.

## Ausstattung
An der Flachdecke im Innenraum sind befinden sich zwei von W. Artinger signierte und mit der Jahreszahl 1916 versehene Gemälde. Im Chorraum sind die Geburt Jesu und die Anbetung der Hirten dargestellt, im Schiff die Steinigung des Kirchenpatrons Stephanus.
Der Hochaltar ist der einzige Altar in der Kirche. Er ist im Rokokostil ausgeführt und wurde um 1760/70 geschaffen. Sein Aufbau wird von vier Säulen getragen, wobei das äußere Säulenpaar gewunden ist. Der Altar ist mit seitlich angebrachtem Rokokomuschelwerk und einem Volutenaufsatz verziert. Anstelle des Altarblatts befindet sich eine Holzfigur des heiligen Stephanus unter einem Baldachin. Im Auszug ist das gleichseitige Dreieck mit dem Auge Gottes als Symbol der Heiligen Dreifaltigkeit, hinterlegt mit einem Strahlenkranz und umringt von Gewölk, dargestellt.
Die Rokoko-Kanzel dürfte gleichzeitig mit dem Altar entstanden sein. Sie ist rechts neben dem Chorbogen angebracht. Der geschweifte Korpus ist mit Muschelwerkschnitzereien verziert. Auf Korpus und Schalldeckel sind die vier Evangelistensymbole verteilt. Das Gestühl ist in einfachen Rokokoformen ausgeführt.
Links neben dem Chorbogen befindet sich anstelle eines Seitenaltares eine Figur der Maria Immaculata in einem neuromanischen Schrein.